# Philip E. Converse
Philip Ernest Converse (né le 17 novembre 1928 à Concord (New Hampshire) et décédé le 30 décembre 2014 à Ann Arbor (Michigan) est un politologue et sociologue américain. Il est professeur en sciences politiques et sociologie à l'Université du Michigan où il avait obtenu son doctorat en 1958. Il est connu pour ses avancées dans les domaines de l'opinion publique, les recherches par sondage et la méthode quantitative dans les sciences sociales. Il a été décrit comme l'«un des plus importants scientifiques sociaux du vingtième siècle».
Le chapitre The Nature of Belief Systems in Mass Publics de Converse dans Ideology and Discontent édité par David E. Apter en 1964 conclut que la majorité de la population n'avait pas de structure ou stabilité idéologique. Avec Angus Campbell, Warren E. Miller et Donald Stokes, il a coécrit The American Voter qui est considéré comme un ouvrage instrumental des sciences politiques. Le livre utilise les données de l'American National Election Studies, un ensemble de sondages d'opinions publiques aux États-Unis produits par le Survey Research Center et le Center of Political Studies de l'université du Michigan. Il est admis à l'Académie américaine des arts et des sciences en 1969,,.
Philip Converse est le petit frère de l'auteur-compositeur-interprète Connie Converse. Philip meurt le 30 décembre 2014 à l'âge de 86 ans,.

## Vie personnelle et carrière académique
Philip Converse est né le 17 novembre 1928 à Concord au New Hampshire,. Il reçoit son baccalauréat en anglais à l'Université Denison en 1949 puis une maîtrise en littérature anglaise de l'Université de l'Iowa en 1950,. Converse est recruté dans l'armée durant la guerre de Corée où il a travaillé comme éditeur dans la base de Battle Creek.
Converse étudie par la suite en France pendant un certain temps avec de revenir aux États-Unis pour recevoir une maîtrise en sociologie à l'Université du Michigan en 1956 puis un doctorat en psychologie sociale en 1958,. Durant ses études supérieures, Converse a travaillé comme assistant au directeur d'étude du Survey Research Center, travaillant avec Warren E. Miller et Angus Campbell sur une étude de panel sur les élections de 1956 et 1960. Cette étude produit l'ouvrage The American Voter en 1960. Il va par la suite travailler pour le Center and for the broader Institute for Social Research (ISR) où il va occuper des postes pour le reste de sa carrière, incluant comme directeur du Center for Political Studies entre 1981 et 1986 et directeur de l'ISR entre 1986 et 1989,,.
En 1961, Converse se marie à l'experte en méthode d'entrevue Jean G. McDowell.
Converse devient professeur assistant à l'Université du Michigan en 1960. Il est promu professeur associé en 1964. L'année suivante, il est de nouveau promu professeur à part entière en sociologie et en sciences politiques. Après avoir siéger à la tête d'un département à deux reprises dans les années 1970 et 1980, il reçoit la plus haute distinction de l'université pour un professeur en fonction en 1987 alors qu'il est nommé Henry Russel Lecturer,.
Converse quitte l'Université du Michigan pour devenir directeur du Center for Advanced Study in Behavioral Sciences à l'Université Stanford en 1989. Il retourne à l’Université du Michigan comme professeur émérite en sociologie et sciences politiques en 1994.
Converse meurt à Ann Arbor au Michigan le 30 décembre 2014 à l'âge de 86 ans. Il laisse derrière lui sa femme et ses deux enfants.

## Recherche
Converse est principalement connu pour son travail sur l'idéologie et les systèmes de croyances des électeurs durant les élections, la partisanerie, la représentation politique, les systèmes de partis, le sens humain des changements sociaux et la sophistication politique. Ses deux travaux les plus influents sont The American Voter publié en 1960 avec Angus Campbell, Warren E. Miller et Donald Stokes puis son chapitre dans Ideology and Discontent édité par David E. Apter en 1964.

## Récompenses
Il est élu en 1969 à Académie américaine des arts et des sciences. Il est également membre de la Société américaine de philosophie et de l'Académie nationale des sciences. 
Il a reçu un Doctorat honoris causa de l'Université Harvard, de l'Université de Chicago et de l'Université Denison. Il a été président de l' International Society of Political Psychology en 1980-1981 puis de l'American Political Science Association en 1983-1984. De plus, il a été récipiendaire des bourses Guggenheim, Fulbright et Russell Sage,,

## Publications notables
- Angus Campbell, Philip E. Converse, Warren E. Miller et Donald Stokes, The American Voter, University of Chicago Press, 1960.
- Philip E. Converse, « Information flow and the stability of partisan attitudes », Public Opinion Quarterly, vol. 26, no 4,‎ 1962, p. 578-599.
- Philip E. Converse, Ideology and Discontent, Free Press of Glencoe, 1964, « The nature of belief systems in mass publics ».
- Philip E. Converse, « Of time and partisan stability », Comparative Political Studies, vol. 2, no 2,‎ 1969, p. 139-171.
- Philip E. Converse, The Quantitative Analysis of Social Problems, Addison-Wesley, 1970, « The nature of belief systems in mass publics ».
- G. B. Markus et Philip E. Converse, « A dynamic simultaneous equation model of electoral choice », American Political Science Review, vol. 73, no 4,‎ 1979, p. 1055-1070.
- Philip E. Converse et G. B. Markus, « Plus ça change…: The new CPS Election Study Panel », American Political Science Review, vol. 73, no 1,‎ 1979, p. 32-49.
- Philip E. Converse et R. Pierce, Political Representation in France, Belknap Press, 1986.
- Philip E. Converse, « Changing conceptions of public opinion in the political process », Public Opinion Quarterly, vol. 51, no 2,‎ 1987, S12-S24.
- Philip E. Converse, « Assessing the capacity of mass electorates », Annual Review of Political Science, vol. 3,‎ 2000, p. 331-353.